# Князев, Леонид Сергеевич
Леонид Сергеевич Кня́зев (1917—1983) — советский актёр театра и кино. Заслуженный работник культуры РСФСР (1978). Лауреат Сталинской премии первой степени (1947).

## Биография
Л. С. Князев родился 20 августа (2 сентября) 1917 год в Москве в семье служащих. В семье было семеро детей: Андрей, Сергей, Леонид, Елена, Ирина, Татьяна и Евгения. Проживали на Большой Якиманке. Отец, Сергей Васильевич Князев, юрист по образованию, был Торговым депутатом в Московской государственной управе, о чём есть запись в государственных архивах города Москвы. Окончил школу ФЗС, поступил в театральный техникум, по окончании которого стал артистом МХАТа. Через 5 лет перешёл в ансамбль НКВД, затем стал артистом разговорного жанра Гастрольного Бюро СССР. В 1952—1959 годах — ведущий актёр МТДК. С 1966 года — актёр, с 1968 года — режиссёр ЦКДЮФ имени М. Горького. Как второй режиссёр работал на фильмах «Когда я стану великаном», «Надежда», «Серебряные трубы», «Старый дом», «Звезда экрана», «Крестьянский сын», «Кольца Альманзора» и др.
Дети и внуки Л. С. Князева проживают в Москве.
Л. С. Князев умер 9 сентября 1983 года. Похоронен в Москве на Ваганьковском кладбище. Участок № 39.

## Роли в театре

### МХАТ
- «Враги» М. Горького — Рябцев
- «Платон Кречет» А. Е. Корнейчука — шофёр Вася
- «Чудесный сплав» В. М. Киршона — Костя
- «Женитьба Белугина» А. Н. Островского — Сыромятов

### МТДК
- «Под золотым орлом» Я. А. Галана — Андрей Макаров
- «Гаити-Дюбуа» — генерал Туссен Лавертюр
- «Русские люди» К. М. Симонова — Козловский
- «Сила любви» — Андрей
- «Дорогой подарок» — Терповой
- «Сын рыбака» по В. Т. Лацису — Оскар

## Роли в кино
- 1936 — Последняя ночь — Шура Леонтьев
- 1945 — В дальнем плавании — мичман Лопатин
- 1946 — Адмирал Нахимов — матрос П. М. Кошка
- 1948 — Мичурин — рабочий
- 1948—1949 — Сталинградская битва — сержант Я. Ф. Павлов
- 1957 — Летят журавли — Сачков
- 1958 — Олеко Дундич — Большевик
- 1961 — Чистое небо — Иван Ильич
- 1963 — Оптимистическая трагедия — Матрос
- 1963 — Сотрудник ЧК — Солдат на пароходе
- 1965 — Ваш сын и брат — Иван Егоров
- 1967 — Татьянин день — Красный командир
- 1967 — Пароль не нужен — Меркулов-старший
- 1967 — Взорванный ад — эпизод
- 1968 — Нейтральные воды — эпизод
- 1970 — Приключения жёлтого чемоданчика — эпизод
- 1970 — Серебряные трубы — эпизод
- 1971 — Нам некогда ждать — Егор
- 1972 — Надежда — Ерофей
- 1975 — Финист — Ясный Сокол — эпизод
- 1981 — Похищение века — Похититель

## Награды и премии
- Сталинская премия первой степени (1947) — за исполнение роли матроса Кошки в фильме «Адмирал Нахимов» (1946)
- заслуженный работник культуры РСФСР (1978)